# Ried im Innkreis
Ried im Innkreis este un oraș în landul Austria Superioară din Austria, situat la aproximativ 70 km vest de Linz și 60 km nord de Salzburg. Orașul este capitala districtului Ried im Innkreis, dar și centrul administrativ al regiunii Innviertel.

## Geografie
Ried este situat în zona prealpină austriacă, la nord de pădurea Hausruck (Hausruckwald). Numele orașului provine dintr-un termen al dialectului intermediar german înalt (germană Mittelhochdeutsch), „Riet” (de asemenea: Rieth, Reet, Rohr), care face referire la stuful din zona mlăștinoasă. Ried im Innkreis se află la o altitudine de 433 m deasupra nivelului mării. Se întinde pe o distanță de 3,2 km de la nord la sud și 3,6 km de la est la vest și ocupă o suprafață de 6,7 km².

## Populație
| An   | Locuitori |
| ---- | --------- |
| 1600 | ca. 1 000 |
| 1775 | 1 562     |
| 1810 | 1 918     |
| 1819 | 2 235     |
| 1848 | 3 015     |
| 1869 | 4 405     |
| 1880 | 5 135     |
| 1900 | 5 978     |
| 1923 | 6 849     |
| 1934 | 7 185     |
| 1939 | 7 470     |

| An     | Locuitori |
| ------ | --------- |
| 1945 ¹ | 33 011    |
| 1950   | 10 440    |
| 1961   | 9 471     |
| 1970   | 10 049    |
| 1980   | 11 025    |
| 1990   | 11 077    |
| 1995   | 11 236    |
| 1998   | 11 994    |
| 2001   | 11 434    |
| 2005   | 11 511    |
| 2013   | 11 381    |

¹ inclusiv prizonieri de război și refugiați

## Personalități născute aici
- Anton Zeilinger (n. 1945), fizician, Premiul Nobel pentru Fizică.